# 하향처리
하향처리는 과거의 지식이나 정보들을 이용해서 자극을 처리하는 과정을 말한다. 하향처리는 일반적인 법칙에서 추론을 통해 특정 사례나 대상에 대한 결론을 내릴 때 사용된다.

## 같이 보기
- 상향처리